# Swainsona microphylla
Swainsona microphylla är en ärtväxtart som beskrevs av Asa Gray. Swainsona microphylla ingår i släktet Swainsona och familjen ärtväxter.

## Underarter
Arten delas in i följande underarter:
- S. m. affinis
- S. m. glabrescens
- S. m. microphylla
- S. m. minima
- S. m. pallescens
- S. m. tomentosa